# 白木博次
白木 博次（しらき ひろつぐ、1917年10月22日 - 2004年2月19日）は、日本の医学者。神経病理学の国際的権威。東京大学医学部長。東京都出身。

## 経歴
東京帝国大学医学部教授白木正博の次男として生まれる。父の九州帝国大学医学部への着任により福岡に転居し、1935年福岡県中学修猷館、1937年旧制福岡高等学校理科乙類を経て、1941年12月東京帝国大学医学部を卒業。太平洋戦争開戦に際して、海軍軍医として戦艦武蔵に乗艦。復員後、1946年東京帝国大学医学部に復帰し、内村祐之教授の東大附属脳研究室第一部に入室。1949年助手となる。1950年「原子爆弾症脳髄の病理」により医学博士の学位を受ける。1953年1月東大附属脳研究施設脳病理部門講師、1956年11月助教授を経て、1959年3月東京大学医学部附属脳研究所教授に就任。
1964年1月、熊本大学教授入鹿山且朗らの研究結果を論拠に、水俣病の原因がメチル水銀であることを確定する論文を発表、これが1968年9月の厚生省による水俣病とメチル水銀化合物との因果関係の公式認定に繋がっていく。1966年日本神経病理学会初代理事長に就任、のち国際神経病理学会名誉会長となる。
1968年4月、美濃部亮吉東京都知事の要請により、東大教授現職のまま、新設された東京都立府中療育センターの初代院長に就任。1968年11月東京大学医学部長に就任。1970年7月、美濃部都知事から委嘱され、都知事のブレーンである東京都参与となり、医療行政に関与している。このころ、東京都参与として、都知事から老人医療の無料化の相談があったが、そうなると老人が外来あるいは入院という形で病院に押し掛け、青年層や壮年層が病院を利用しにくくなることが予想されるため、老人の専門病院を作る必要があると都知事に提案した。その結果、1972年6月に板橋区に東京都老人医療センターが設立された。白木はその時の開設準備委員長も務めている。
その傍ら、スモン訴訟、水俣病訴訟で患者側の証人として法廷で証言し勝訴に導いている。スモン訴訟では、1975年7月15日に東京地裁で患者側証人として出廷し、田辺製薬がスモンのキノホルム原因説を裏付けるデータを隠蔽していることを証言したことにより、その後の裁判の流れを大きく変えることになった。
1975年12月定年を前に東京大学を辞し、白木神経病理学研究所を主宰して、在野から患者の側に立ってスモン、水俣病、ワクチン禍の因果関係の解明などに取り組む。そして、ワクチンによる健康被害の判定基準として、後に多くの裁判において採用されることとなる「白木四原則」を策定する。
2004年、肺炎のため死去。

## 白木四原則
ワクチン接種と健康被害の因果関係判定基準
1. ワクチン接種と接種後の事故（疾病）が時間的、空間的に密接していること
2. 疾病について、ワクチン接種以外の病因が考えられないこと
3. 接種後の事故と後遺症が原則として質量的に強烈であること
4. 事故発生のメカニズムが、実験、病理、臨床などの観点からみて、科学的、学問的に実証性や妥当性があること

## 著書
- 白木博次『冒される日本人の脳 ある神経病理学者の遺言』藤原書店、1998年。ISBN 978-4-894-34117-3。